# NGC 6251
NGC 6251 is een elliptisch sterrenstelsel in het sterrenbeeld Kleine Beer. Het hemelobject werd op 1 januari 1802 ontdekt door de Duits-Britse astronoom William Herschel.

## Synoniemen
- UGC 10501
- MCG 14-8-10
- ZWG 367.13
- NPM1G +82.0085
- PGC 58472